# ديكس بوتير
ديكس بوتير (بالإنجليزية: Dykes Potter)‏ هو لاعب كرة قاعدة أمريكي، ولد في 18 نوفمبر 1910 في أشلاند في الولايات المتحدة، وتوفي في 27 فبراير 2002 في غرينأب في الولايات المتحدة.

## وصلات خارجية
- ديكس بوتير على موقع دوري كرة القاعدة الرئيسي (الإنجليزية)
- ديكس بوتير على موقعبيزبول رفرنس.كوم (الدوري الرئيسي) (الإنجليزية)
- ديكس بوتير على موقعبيزبول رفرنس.كوم (الدوري الثانوي) (الإنجليزية)